# Desplazamiento entre franjas

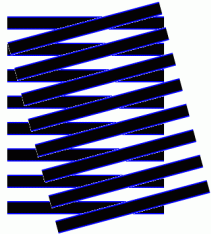
Dos ondas planas vistas desde arriba. Las líneas negras/azules representan las crestas de las ondas, y los espacios en blanco entre líneas representan las depresiones. Las áreas amarillas producen líneas brillantes de interferencia constructiva. Las áreas oscuras producen líneas oscuras de interferencia destructiva

En experimentos de interferometría como el experimento de Michelson y Morley, un desplazamiento entre franjas es el comportamiento de un patrón de líneas claras y oscuras cuando cambia la relación de fase entre las fuentes que lo componen.
Un patrón de franjas se puede crear de varias maneras, pero el patrón de franjas estable que se encuentra en los interferómetros del tipo del de Michelson es causado por la separación de la fuente original en dos haces distintos, que a continuación se recombinan en diferentes ángulos de incidencia sobre una superficie de visión.
La interacción de las ondas en una superficie de visión, alterna entre interferencias constructivas e interferencias destructivas, que causan líneas alternas de luz y de oscuridad. En el ejemplo de un interferómetro de Michelson, una sola franja representa una longitud de onda de la fuente de luz y se mide desde el centro de una línea brillante hasta el centro de la siguiente. El ancho físico de una franja se rige por la diferencia en los ángulos de incidencia de los haces de luz componentes, pero independientemente del ancho físico de una franja, todavía representa una única longitud de onda de la luz.

## Contexto histórico

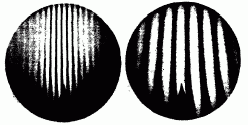
Foto real de las franjas vistas en un antiguo interferómetro tipo Michelson. Esta animación muestra la fase del haz en ángulo moviéndose por delante de los haces de referencia, lo que provoca un desplazamiento constante de las franjas hacia la izquierda

En el experimento de Michelson y Morley de 1887, se esperaba que la distancia de ida y vuelta que recorrían los dos rayos a través de los brazos exactamente iguales de su aparato fuera desigual, debido a la idea (ahora obsoleta) de que la luz está obligada a viajar como una onda a la velocidad C únicamente en un sistema de referencia en reposo con respecto al éter.
Se creía que el supuesto movimiento de la Tierra a través de este sistema causaba un viento de éter local en el sistema de referencia móvil del interferómetro, como un automóvil que atraviesa el aire en calma crea un viento aparente para quienes están dentro. Es crucial evitar la falacia del historiador y tener en cuenta que los experimentadores no esperaban que una onda mecánica viajara a diferentes velocidades dentro de un medio homogéneo e isótropo como el éter. Las ondas se ha estudiado desde la antigüedad, y de forma matemática al menos desde Jean le Rond d'Alembert en el siglo XVIII. Sin embargo, la comprensión moderna de la constancia de la velocidad de la luz otorga una categorización adicional, nueva y "no mecánica" de las ondas y un nuevo comportamiento en el marco cutridimensional del espacio-tiempo (adoptado posteriormente para las ondas electromagnéticas) que alteró radicalmente la interpretación de lo que realmente mide el experimento de Michelson y Morley. Únicamente a partir del trabajo de Einstein y Minkowski se concibieron ondas de naturaleza no mecánica, de manera que las ondas electromagnéticas ya no se consideraron como fenómenos mecánicos, por lo que la interpretación del experimento cambia para las fuentes modernas. En la actualidad a veces se interpreta que se intentaba comparar la velocidad de la luz en diferentes direcciones, en lugar de la diferencia de longitud de las trayectorias esperada por Michelson y los teóricos del éter de la época.

Ahora bien, si se hace girar el aparato 90° de modo que el segundo haz se lleve en la dirección del movimiento de la Tierra, su trayectoria se habrá alargado en {\displaystyle {\displaystyle {\tfrac {4}{100}}}} longitudes de onda

## Expectativas de variación de la distancia frente a la variación de la velocidad
Contrariamente a la comprensión moderna de este experimento, no esperaban que midiera la velocidad de la luz, sino modificaciones de las distancias adicionales supuestamente verdaderas del recorrido de la luz y, por lo tanto, solo de las velocidades medidas aparentes. En el sistema de ondas mecánicas que se supone para el comportamiento de la luz y que fue contemporáneo del experimento, el movimiento de la Tierra haría que las ondas dirigidas por el viento del éter tuvieran que alcanzar el espejo principal que, en el marco del éter, se alejaría de su posición inicial con respecto a la fuente de luz. A su vez, la luz simplemente se movería a través del viento del éter en los brazos perpendiculares al movimiento del experimento, y se vería menos afectada.
Por lo tanto, al igual que las ondas de agua obligadas a moverse en el marco del agua que pasa junto a un observador que rema en un bote, las supuestas ondas mecánicas de luz en el éter tendrían que atravesar más éter para ser coherentes con el experimento en movimiento. Esto es, las ondas viajarían una mayor distancia en el marco del éter para alcanzar al aparato y al observador en movimiento. En el marco del experimento en movimiento, esto debería dar como resultado una diferencia en el tiempo de llegada que provocara un cambio en la alineación de fase.
En el marco del (presunto) interferómetro en movimiento, la igualdad medida del espacio entre los espejos combinada con una diferencia en el tiempo de llegada también parecería indicar una diferencia en la velocidad de la luz, que es lo que ahora se entiende. Según la explicación relativista moderna, la diferencia aparente de velocidad de la explicación del éter solo podría ser una diferencia real de velocidad, por lo que ahora se espera que el resultado del experimento sea siempre nulo. El ensayo de Michelson y Morley es, por lo tanto, un experimento sobre la velocidad de la luz en dos sentidos en el contexto de la perspectiva moderna y la teoría de la relatividad especial que ahora reemplaza la comprensión mecánica de la luz en forma de onda transmitida por el éter, que era contemporánea al experimento.

## Resultados
Si bien en un contexto moderno se supone que este experimento solo mide la velocidad, la teoría de ondas mecánicas de la época esperaba un cambio marginal para igualar la longitud de trayectoria adicional. Se calculó que daba como resultado un tiempo de llegada compensado al detector y un cambio de fase de 0,4 longitudes de onda. Esto significa que cuando los brazos del interferómetro se giraban para mirar hacia y contra el viento de éter, las líneas de franjas verticales deberían haberse movido par el espectador 0,4 anchos de franja hacia la izquierda y otros tantos hacia la derecha, para un total de 0,8 franjas de máximo a mínimo. Michelson informó que solo se encontró entre una sexta y una cuarta parte de la lectura esperada.